# Capela Nova
Capela Nova, amtlich portugiesisch Município de Capela Nova, ist eine Kleinstadt im brasilianischen Bundesstaat Minas Gerais. Die Bevölkerungszahl wurde zum 1. Juli 2020 auf 4634 Einwohner geschätzt, die Capela-Novenser genannt werden und auf einer Gemeindefläche von rund 111 km² leben.

## Geografie
Umliegende Gemeinden sind Caranaíba, Carandaí, Senhora dos Remédios, Alto Rio Doce und Rio Espera. Die Entfernung zur Hauptstadt Belo Horizonte beträgt 135 km. Das Biom ist Mata Atlântica. Das Terrain ist hügelig bis bergig mit Höhen zwischen 760 und 825 Metern über Normalnull.

## Religion
Der katholische Teil der Bevölkerung gehört zum Erzbistum Mariana.

## Infrastruktur
In Capela Nova endet die Landesstraße MG-275.

## Söhne und Töchter der Stadt
- Raymundo Damasceno Assis (* 1937), Geistlicher, Erzbischof von Aparecida 2004–2016
- Valter Magno de Carvalho (* 1973), römisch-katholischer Geistlicher, Bischof von Ituiutaba
- Ildeu de Castro Moreira, Physiker, Träger des Prêmio José Reis de Divulgação Científica